# Parisch (Baschkortostan)
Parisch (russisch Париж, baschkirisch Париж) ist ein Dorf im südlichen Ural, Kiginski rajon der Republik Baschkortostan und ist ein Mitglied der Gemeinde Nischnije Kigi (russisch Нижнекигинский сельсовет) mit dem Zentrum in Nischnije Kigi (russisch Нижние Киги, baschkirisch Түбәнге Ҡыйғы).
Die Umgebung ist leicht hügelig, locker bewaldet, land- und forstwirtschaftlich geprägt.

## Verkehr
- Von der namensgebenden Stadt Paris ist das Dorf 4,377 km entfernt (Luftlinie 3,790 km).
- Es gibt in Russland noch ein weiteres Paris, das man schon in 425 km (270 km SSO) erreicht.
- Zum Dorf führt eine Straße 3. Klasse.
- Der nächste Bahnhof ist in Suleja (russisch Сулея) und ca. 80 km entfernt.